# Lake Alfred
Lake Alfred é uma cidade localizada no estado americano da Flórida, no condado de Polk. Foi incorporada em 1915.

## Geografia
De acordo com o United States Census Bureau, a cidade tem uma área de 34,1 km², onde 24 km² estão cobertos por terra e 10,1 km² por água.

### Localidades na vizinhança
O diagrama seguinte representa as localidades num raio de 16 km ao redor de Lake Alfred.

## Demografia
Segundo o censo nacional de 2010, a sua população é de 5 015 habitantes e sua densidade populacional é de 208,65 hab/km². Possui 2 169 residências, que resulta em uma densidade de 90,24 residências/km².